# Five Corners (filme)
Five Corners (br: Vingança Tardia/pt: Caminhos Cruzados) é um filme de drama britânico-estadunidense realizado no ano de 1987 por Tony Bill. 

## Sinopse
Bronx, anos 60. Heinz (John Turturro), um jovem psicopata, é posto em liberdade após cumprir uma pena de prisão, começando de novo a perseguir a rapariga dos seus sonhos, Linda (Jodie Foster), a quem tentara violar, depois de roubar dois pinguins do jardim zoológico para lhe oferecer. O namorado, Jamie (Todd Graff), é inválido e não lhe pode valer. E o duro do bairro, Harry (Tim Robbins), que a salvou da última vez, decidiu tornar-se pacifista e não-violento, trabalhando agora numa organização da defesa dos direitos civis, e recusando levantar a mão num acto de violência.